# Vrouwen met schalen
Vrouwen met schalen is een viertal beelden in Amsterdam-Zuid, Vondelpark.
Het keramieken viertal staat sinds 1953 twee-aan-twee op de trappen van het Vondelparkpaviljoen. De maker van de beelden is Leo Braat. Hij liet zich inspireren door precolumbiaanse culturen. De schalen boven hun hoofden werden in de loop der jaren in gebruik genomen als plantenbakken.
De beelden staan achter de Griekse vrouwen met kruik.